# Stolnica Murcia
Stolnica svete Marijje v Murcii (špansko: Iglesia Catedral de Santa María en Murcia), navadno imenovana Stolnica Murcia, je cerkev v mestu Murcia, Španija. To je edina stolnica v uporabi v rimskokatoliški škofiji Cartagena v Španiji.

## Zgodovina
Ko je krščanski kralj Jakob I. Aragonski osvojil mesto, je kljub obstoječemu dogovoru z Muslimani v mestu, ki je preprečeval uničevanje mošeje, vzel Veliko mošejo ali Aljamía in jo posvetil Devici Mariji, ker je imel navado darovati Mariji, kadar je osvojil naselje. Gradnja stolnice se je začela v 13. stoletju, na istem mestu, kjer je stala velika mošeja. Leta 1385 so bili položeni temeljni, prava gradnja pa se je začela leta 1388. Že takoj je delo obstalo in se nadaljevalo leta 1394. Gradnja naj bi se končala oktobra 1467. Kljub temu je stolnica še naprej rasla do 18. stoletja, kar pomeni, da je narejena v različnih umetniških slogih.
Srce in drobovje kralja Alfonza X. Kastiljskega so pokopani pod glavnim oltarjem, kot je navedel v svoji oporoki, kot darilo in dokazilo o njegovi ljubezni do Murcie in v zahvalo za zvestobo, ki ga je mesto pokazalo.
Kot je bilo že navedeno, je umetniški slog stavbe zelo pester, saj je bila končana šele v 18. stoletju. Njena notranjost je gotska, fasada je baročna in jo je izdelal valencijski arhitekt in kipar Jaume Bort i Meliá.

## Zvonik
Zvonik, zgrajen med letoma 1521 in 1791, je 93 metrov visok, z vrtljivo napravo, ki kaže smer pihanja vetra pa 98 metrov. Je med najvišjimi zvoniki v Španiji. Vzpenja se v petih delih različnih širin. Stolp združuje tudi mešanico slogov.
- V prvem delu, ki sta jo oblikovala Francisco in Jacobo Florentino (1521), ima kvadratni tloris,  renesančni slog in ornamente z vplivom Hispanic Plateresco. Znotraj je zakristija
- drugi del, ki ga je naredil Jerónimo Quijano, ima enak slog, vendar je bolj purističen. Končan je bil 1555 in za nadaljevanje čakal 200 let. Stolnica se je nahajala na tej točki, da bi se izognili periodičnim poplavam reke Segura. V notranjosti je nameščen arhiv dokumentov.
- tretji del v baročnem slogu, je prostor kjer se nahaja ura. Graditi se je začel 1765 pod vodstvom Joséja Lópeza.
- V četrtem delu so štirje Comunidores (majhne verske stavbe, iz katerih so opravljali slovesnosti blagoslova polj in obrambe pred katastrofami). Nahajajo se na vsakem vogalu, posvečene so svetnikom Fulgencio, Leandro, Isidoro in Florentina, kjer duhovniki opravljajo posebne slovesnosti, da se ubranijo pred nevihtami s pomočjo Lignum Crucis (Pravega križa).
- Peti del v rokoko slogu ustreza zvoniku, kjer je 25 zvonov stolnice.
- Corona ali zračna kupola, delo Ventura Rodrígueza je v neoklasicističnem slogu, ki se na koncu zaključi s svetilko (1793).

## Zvonovi
Obstaja petindvajset zvonovi, vsi iz 17. in 18. stoletja. Vsak ima svoje ime. To so:
- San Agustín
- Santo Tomás de Aquino
- San Isidoro
- María Madre de Dios
- La Mora nueva
- Santa María
- Santa Bárbara menor
- Cristo
- San José
- San Leandro
- San Patricio
- Santa Cruz
- San Pedro
- Nuestra Señora de Belén
- Santa Florentina
- Santiago
- Santa Bárbara menor
- Fuensanta, la Catalana
- Águeda - martillo
- La Nona - San Victoriano
- San Gregorio, campana de señales
- Timbre de cuartos
- La Nueva
- San Antonio
- Santa Eulalia

Zvonovi so služili tudi za opozarjanje prebivalstva o katastrofalnih poplavah reke Segura, vojnah, praznovanjih in slovesnostih. Najstarejši zvon (14. stoletje), Campana Mora hranijo v muzeju v stolnici.

## Notranjost
Notranjost je predvsem gotska. Sestavljajo jo tri ladje z apsido in triindvajset kapelicami. Kapelice so namenjeni zaščitnikom sindikatov in pokope škofov in plemičev, ki so podpirali ali sodelovali pri gradnji stolnice. Nekatere kapele so:
- Kapela Vélez v apsidi: to je razposajeni gotski stil, s kupolo zvezd z desetimi točkami.
- Kapela Junterones: je eno od velikih del španske renesanse.
- Kapela Immaculate (Brezmadežne): je v baročnem v slogu.

Plateresco klopi v koru, kor in portal zakristije, so tudi pomembni.

## Zunanjost
Vrata Apostolov (Puerta de los Apóstoles) so vrata, ki omogočajo dostop do prečne ladje na južni strani. Izdelana med 1463 - 1488, Diego Sánchez de Almazán. Razposajeni gotski slog.
Sestavljena so iz ene same osrednje odprtine, obdane s koncentrično razporejenimi koničastimi arhivolti v katere so vstavljeni kiparski okrasi glasbenih angelov in kraljev Stare zaveze. V podbojih in pod gotskimi nadstreški, so podobe apostolov Petra, Pavla, Andreja in Jakoba, medtem ko so glasbeni angeli in kralji Izraelovi proti vrhu. Prav tako ima zaslon, ki izkazuje čast kraljici Izabeli Katoliški, ki je bil dodan za zasluge donacij katedrali za izvedbo velike rozete.
Vrata verig: plateresco fasada zapira transept na severni strani; sestavljena je iz dveh delov (slabše iz 16. stoletja in vrhunsko iz 18. stoletja). Spodnji del se je začel okoli 1512 in je ena prvih pobud španske renesanse. Zgornji del je bil obnovljen leta 1783 (José López), s pilastri in frizi iz 16. st.. Pedro Federico García Pérez in Diego so izrezljali reliefi bratov San Leandro, San Isidoro in San Fulgencio in zgornje vaze. Poimenovana po verigah, ki vežejo sveto ogrado zunaj, z velikim križem, obstajajo že od srednjega veka v atriju, ki se odpira na sprednji fasadi.
Arkade: V okviru Casa de los Canónigos in Škofijskega muzeja je slikovita galerija odprta na ulico popularno znana kot "arkade". To je arkadni hodnik, ki obkroža obod stavbe, katere baročni polkrožni loki in oboki so bili prvotno vključeni v križni hodnik.
Glavna fasada ali imafronte ima baročni slog. Glavna fasada je izjemno lepa in edinstvena. Nadomešča prejšnjo fasado iz srede šestnajstega stoletja, narejena pod vodstvom Jerome Quijana, v času škofa Esteban de Almeyda (1546-1563). V osemnajstem stoletju je bila zaradi stalnih poplav in pogostih potresov prizadeta do te mere, da je bilo potrebno rušenje. Leta 1732 se je začelo rušenje sprednje fasado, da bi novo zgradili med 1737 in 1754.
Zgrajena je bila na pobudo Cabilda, s pomočjo kardinala Belluga in jo je zasnoval arhitekt Jaime Bort. Imafronte je v celoti posvečena Blaženi Devici Mariji. Fasada je razdeljen na dva vodoravna in tri vertikalne dele. Vertikalno so razdeljeni z velikimi stebri, ki povezujejo stranice do sredine s pomočjo velikih zvitkov. Pediment tvori kupolo s kapico s kiparskim okrasjem Marijinega vnebovzetja. Troje vrat se ujema s tremi ladjami v notranjosti cerkve.
Muzej stolnice Murcia hrani številne verske umetnine, od rimskih časov do danes. Razstavni prostor je bil tudi obnovljen in so mu vrnili skoraj popolnoma staro strukturo samostana. Prav tako so bili razkriti ostanki stare arabske mošeje na katere osnovi stoji stolnica.

## Virtualni obisk
Od 2013 stolnico lahko obiščemo praktično po internetu: 
- Catedral de Murcia Interactiva. Santiago Andreu-sphy.es